# Afonso Eulálio
Afonso Oliveira Eulálio (Figueira da Foz, 30 september 2001) is een Portugees wielrenner.

## Carrière
In 2022 werd Eulálio nationaal kampioen op de weg bij de beloften. Een jaar later won hij het jongerenklassement in de Troféu Joaquim Agostinho en werd hij tweede in dat van de Ronde van Portugal. In 2024 won hij de slotrit in de Troféu Joaquim Agostinho. In het eindklassement bleef enkel Orluis Aular hem voor. In de Ronde van Portugal droeg hij zes dagen de leiderstrui, alvorens op de tiende plek in het algemeen klassement te eindigen. later die maand werd hij negende in de Circuito de Getxo. Vanwege zijn prestaties werd hij door de Portugese wielerbond geselecteerd voor deelname aan het wereldkampioenschap, waar hij de wegwedstrijd niet uitreed.
In 2025 werd Eulálio prof bij Bahrain Victorious. Zijn debuut voor de ploeg maakte hij in januari in de Tour Down Under. Eulálio debuteerde in 2025 meteen in de Ronde van Italië. Hij passeerde tijdens deze ronde als eerste de beroemde Mortirolopas, maar zou een paar dagen later afstappen.

## Palmares

### Overwinningen
2022
 Portugees kampioen op de weg, Beloften
2023
Jongerenklassement Troféu Joaquim Agostinho
2024
3e etappe Troféu Joaquim Agostinho
Punten- en jongerenklassement Troféu Joaquim Agostinho

## Resultaten in voornaamste wedstrijden
| Jaar | Ronde van Italië | Ronde van Frankrijk | Ronde van Spanje |
| ---- | ---------------- | ------------------- | ---------------- |
| 2024 |                  |                     |                  |
| 2025 | opgave           |                     |                  |

| Jaar | Strade Bianche |  | WK op de weg |
| ---- | -------------- |  | ------------ |
| 2024 |                |  | opgave       |
| 2025 | 46e            |  |              |

### Resultaten in kleinere rondes
| Jaar | Tirreno-Adriatico | Ronde van Catalonië |
| ---- | ----------------- | ------------------- |
| 2025 | opgave            | 61e                 |

## Ploegen
- 2020 –  Feirense
- 2021 –  Antarte-Feirense
- 2022 –  Glassdrive Q8 Anicolor
- 2023 –  ABTF Betão-Feirense
- 2024 –  ABTF Betão-Feirense
- 2025 –  Bahrain Victorious

Arndt · Bauhaus · Bilbao · Bruttomesso · Buitrago · Buratti · Caruso · Ermakov · Eržen · Eulálio · Govekar · Gradek · Haig · Kepplinger · Martinez · Miholjević · Mohorič · Paasschens · Pasqualon · Pickering · Skerl · Stannard · Stockwell · Tiberi · Træen · Tu · van der Meulen · Van Mechelen · Wright · Zambanini